# Florijan Matekalo
Florijan Matekalo (Jajce, 25 aprile 1920 – Belgrado, 20 maggio 1995) è stato un calciatore e allenatore di calcio jugoslavo, di ruolo centrocampista.

## Carriera

### Giocatore

#### Club
Il 25 agosto 1946 nella partita contro il Pobeda Skopje segnò di testa la prima rete della storia del Partizan.

#### Nazionale
Nel 1940 disputò 4 partite per la nazionale croata guidata da Jozo Jakopić. Il 2 aprile, nel successo per 4-0 contro la Svizzera, segnò la prima storica rete della nazionale.
Disputò una sola partita con la nazionale jugoslava, giocò da titolare l'incontro amichevole del 3 novembre 1940 vinto 2-0 contro la Germania.

## Statistiche

### Cronologia presenze e reti in nazionale

#### Jugoslavia
| Cronologia completa delle presenze e delle reti in nazionale ― Jugoslavia | Cronologia completa delle presenze e delle reti in nazionale ― Jugoslavia | Cronologia completa delle presenze e delle reti in nazionale ― Jugoslavia | Cronologia completa delle presenze e delle reti in nazionale ― Jugoslavia | Cronologia completa delle presenze e delle reti in nazionale ― Jugoslavia | Cronologia completa delle presenze e delle reti in nazionale ― Jugoslavia | Cronologia completa delle presenze e delle reti in nazionale ― Jugoslavia | Cronologia completa delle presenze e delle reti in nazionale ― Jugoslavia |
| Data                                                                      | Città                                                                     | In casa                                                                   | Risultato                                                                 | Ospiti                                                                    | Competizione                                                              | Reti                                                                      | Note                                                                      |
| ------------------------------------------------------------------------- | ------------------------------------------------------------------------- | ------------------------------------------------------------------------- | ------------------------------------------------------------------------- | ------------------------------------------------------------------------- | ------------------------------------------------------------------------- | ------------------------------------------------------------------------- | ------------------------------------------------------------------------- |
| 3-11-1940                                                                 | Zagabria                                                                  | Jugoslavia                                                                | 2 – 0                                                                     | Germania                                                                  | Amichevole                                                                | -                                                                         |                                                                           |
| Totale                                                                    |                                                                           | Presenze                                                                  | 1                                                                         |                                                                           | Reti                                                                      | 0                                                                         |                                                                           |